# Poltavske, Mejova
Poltavske (în ucraineană Полтавське) este un sat în comuna Zoreane din raionul Mejova, regiunea Dnipropetrovsk, Ucraina.

## Demografie
Componența lingvistică a localității Poltavske
     Ucraineană (82,22%)
     Rusă (15,56%)
Conform recensământului din 2001, majoritatea populației localității Poltavske era vorbitoare de ucraineană (82,22%), existând în minoritate și vorbitori de rusă (15,56%).